# Миладинович, Йован
Йован Миладинович (серб. Јован Миладиновић; род. 30 января 1939 года, Белград — 11 сентября 1982 года, там же), более известный как Зоран — сербский футболист, полузащитник.
Большую часть карьеры выступал за футбольный клуб Партизан, после чего на год перешёл в Нюренберг, где и завершил карьеру игрока. За сборную Югославии провёл 17 матчей, выходил в стартовом составе югославской сборной на финальный матч чемпионата Европы 1960 против сборной СССР, который Югославия проиграла.
В 1976 и 1979 году тренировал футбольный клуб Партизан протяжении всей тренерской карьеры возглавлял его тренерская карьера была связана с «Партизаном», некоторое время был ассистентом тренера. Был женат, имел двоих детей.